# کبودبال کرتی سیامی
کبودبال کرتی سیامی (نام علمی: Azanus urios) نام یک گونه از سرده کبودبال‌های کرتی است.